# آرتسویک دمورچیان
آرتسویک دمورچیان (ارمنی: Արծվիկ Դեմուրչյան؛ انگلیسی: Artsvik Demurchyan زادهٔ ۶ اوت ۱۹۷۱) خواننده، اپرا اهل ارمنستان است.

## زندگی‌نامه
وی در ۶ اوت ۱۹۷۱ در ایروان به دنیا آمد و از کالج دولتی موسیقی رومانوس ملیکیان و کنسرواتوار دولتی کومیتاس ایروان فارغ‌التحصیل گشت. وی در گروه کر آکادمی ملی ارمنستان فعالیت می‌کند.

## یادداشت
1. ↑  Armenian National Academic Choir